# 蔣慶均
蔣慶均（1778年—1844年)，字春祺，號琴史，江蘇蘇州府長洲縣人，清朝政治人物。

## 生平
來自蘇州婁關蔣氏家族。七世祖蔣育馨；六世祖蔣燦；五世祖蔣垣；本生五世祖蔣圻（蔣垣三弟）；高祖蔣之逵；曾祖蔣文源；祖父蔣含光（字子宏，號容齋，晚號閒圃居士，蔣文源第五子）；父蔣曾爚（1750-1832）。母為陸觀潛孫女、陸宇豐女。長兄蔣泰堦以及從兄蔣基、蔣萬寧等皆為進士。
蔣慶均為嘉慶十三年（1808年）戊辰恩科江南鄉試舉人，十九年（1814年）甲戌科進士。選翰林院庶吉士，改湖北應山縣知縣，補河南確山縣知縣，署正陽縣、上蔡縣事，調杞縣知縣，任上曾重修冉子墓，特升知州。因長兄蔣泰堦於道光九年（1829年）卒於御史任上，蔣慶均回鄉侍養父親不再復出。

## 著作
著有《倚雲樓製藝》、《椶雨窗試帖》等。

## 家庭
夫人為張士英女，有二子：長子蔣書銜（字綸宣，號小琴，一號孫竹，1798-1860）；次子蔣毓銜（字瀛珠，號穉竹，一號少琴，1805-1850）出嗣長兄蔣泰堦。